# Forest Lawn Memorial Park (Hollywood Hills)
Koordinaten: 34° 8′ 57,1″ N, 118° 19′ 31″ W

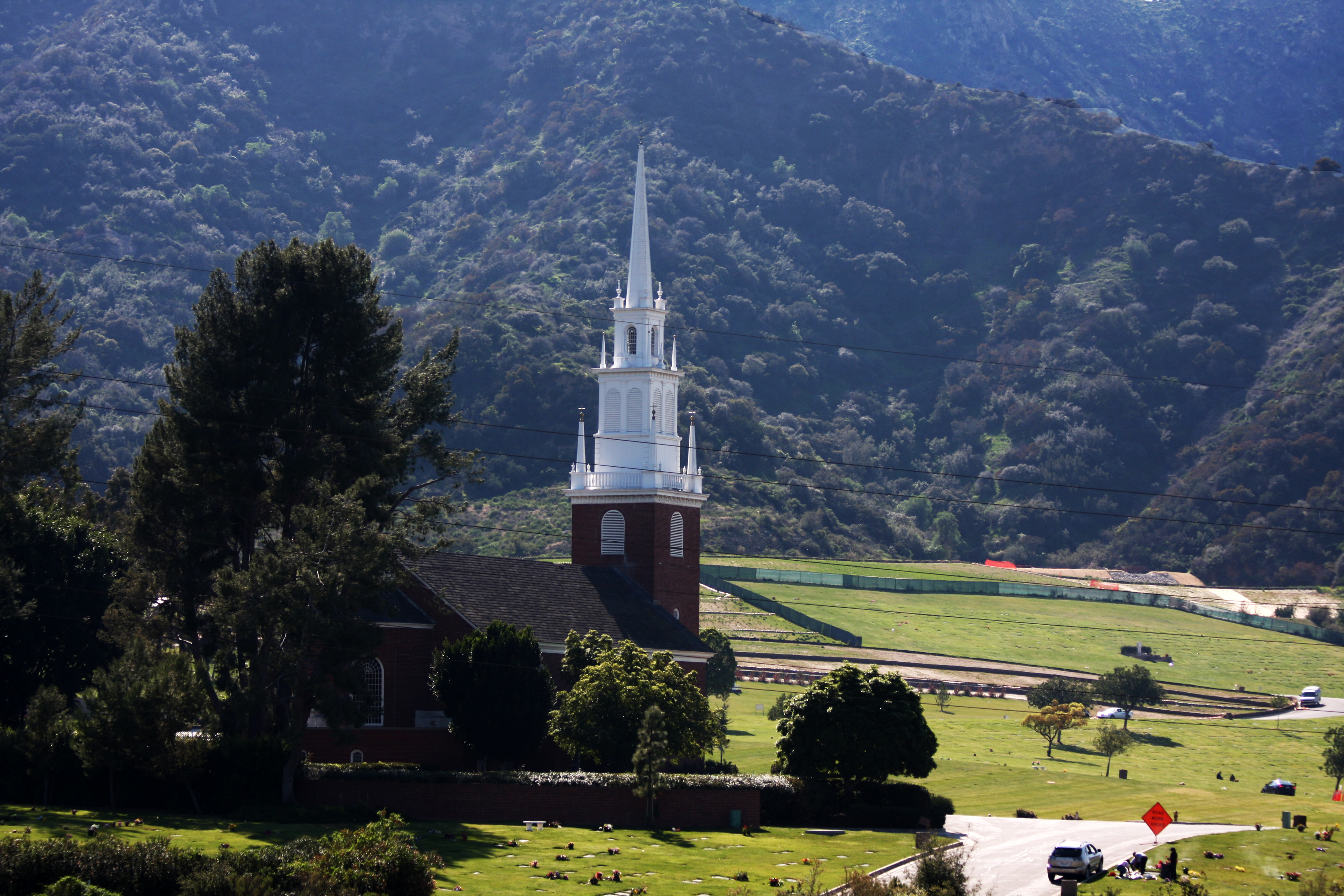
Forest Lawn Memorial Park mit dem Nachbau der Old North Church in Boston

Der Forest Lawn Memorial Park ist ein parkähnlicher Friedhof in Hollywood, Los Angeles, und letzte Ruhestätte vieler bekannter Persönlichkeiten aus dem Showgeschäft. Er liegt am Forest Lawn Drive im San Fernando Valley.

## Geschichte
Es gibt neben einigen weiteren Forest Lawn Memorial Friedhöfen sechs Forest Lawn Memorial Parks des amerikanischen Unternehmens „Forest Lawn Memorial Parks & Mortuaries“, zu dem auch Hollywood Hills gehört. Der erste Forest-Lawn-Friedhof wurde 1917 von Hubert Eaton in Glendale gegründet, der fest an ein glückliches Leben nach dem Tode glaubte. Da er die herkömmlichen Friedhöfe für zu düster und traurig hielt, schuf er einen Friedhof nach seinen Vorstellungen, der mehr einem großzügigen Park mit Springbrunnen, hohen Bäumen, Statuen und weiten Rasenflächen glich. Bevor das Gebiet als Friedhof genutzt wurde, hatte es als Drehort für einige Filme gedient, darunter beispielsweise Die Geburt einer Nation von David Wark Griffith.

## Persönlichkeiten
Folgende bekannte Persönlichkeiten sind auf dem Forest Lawn Cemetery bestattet:

## A
- Rodolfo Acosta (1920–1974), Schauspieler
- Edie Adams (1927–2008), Schauspielerin
- Philip Ahn (1905–1978), Schauspieler
- Robert Aldrich (1918–1983), Regisseur
- Irving Allen (1905–1987), Filmproduzent
- Steve Allen (1921–2000), Comedian
- Don Alvarado (1904–1967), Schauspieler
- Leon Ames (1902–1993), Schauspieler
- Carl David Anderson (1905–1991), Nobelpreisträger
- Michael Ansara  (1922–2013), Schauspieler
- Dimitra Arliss (1932–2012), Schauspielerin
- Robert Arthur (1909–1986), Filmproduzent
- John Ashley (1934–1997), Schauspieler und Sänger
- Gene Autry (1907–1998), Schauspieler
- Doe Avedon (1925–2011), Model und Schauspielerin
- Tex Avery (1908–1980), Regisseur und Trickfilmzeichner

## B
- Art Babbitt (1907–1992), Animator, Erfinder von Goofy
- Lloyd Bacon (1889–1955), Regisseur
- David Bailey (1933–2004), Schauspieler
- Buddy Baker (1918–2002), Komponist
- John Ball (1911–1988), Schriftsteller
- Lucille Ball (1911–1989), Schauspielerin
- Don Barry (1912–1980), Schauspieler
- Judith Barsi (1978–1988), Schauspielerin
- Noah Beery senior (1882–1946), Schauspieler
- Noah Beery junior (1913–1994), Schauspieler
- Ralph Bellamy (1904–1991), Schauspieler
- Spencer Gordon Bennet (1893–1987), Regisseur
- Lamont Bentley (1973–2005), Schauspieler
- Mary Kay Bergman (1961–1999), Schauspielerin
- Gus Bivona (1915–1996), Jazz-Musiker
- Willie Bobo (1934–1983), Musiker
- Tom Bosley (1927–2010), Schauspieler
- Cameron Boyce (1999–2019), Schauspieler
- Delaney Bramlett (1939–2008), Musiker
- Mary Brian (1906–2002), Schauspielerin
- Albert R. Broccoli (1909–1996), Produzent der James-Bond-Serie
- Joe Brooks (1923–2007), Schauspieler
- Leslie Brooks (1922–2011), Schauspielerin
- Kathie Browne (1930–2003), Schauspielerin
- Edgar Buchanan (1903–1979), Schauspieler
- Solomon Burke (1940–2010), Sänger
- Everett G. Burkhalter (1897–1975), Politiker
- Jerry Buss (1933–2013), Haupteigentümer der Los Angeles Lakers

## C
- Pete Candoli (1923–2008), Musiker

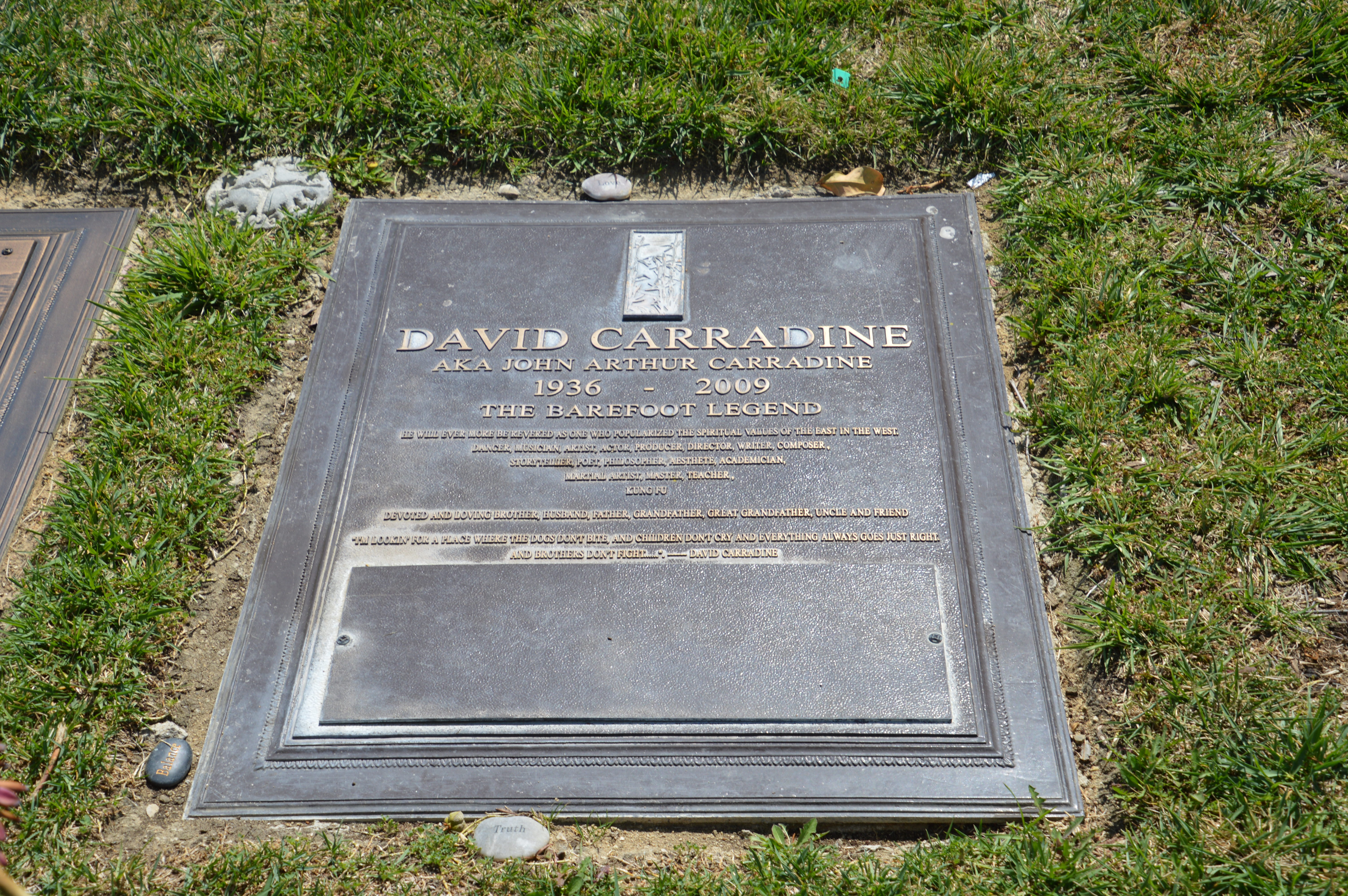
Grab Carradine

- Stephen J. Cannell (1941–2010), Filmproduzent
- Philip Carey (1925–2009), Schauspieler
- Frankie Carle (1903–2001), Musiker
- Johnny Carpenter (1914–2003), Schauspieler
- David Carradine (1936–2009), Schauspieler
- John Carroll (1906–1979), Schauspieler
- Virginia Carroll (1913–2009), Schauspielerin
- Nick Ceroli (1939–1985), Musiker
- Warren Christopher (1925–2011), Politiker
- William H. Clothier (1903–1996), Kameramann
- Bill Cody (1891–1948), Schauspieler
- Buddy Cole (1916–1964), Musiker
- Ray Collins (1889–1965), Schauspieler
- Christopher Connelly (1941–1988), Schauspieler
- William Conrad (1920–1994), Schauspieler
- Don Cornelius (1936–2012), Fernsehproduzent und Moderator
- Tara Correa-McMullen (1989–2005), Schauspielerin
- Jerome Cowan (1897–1972), Schauspieler
- Susanne Cramer (1936–1969), Schauspielerin
- Gary Crosby (1933–1995), Schauspieler und Sänger
- Scatman Crothers (1910–1986), Schauspieler und Musiker
- Edward S. Curtis (1868–1952), Fotograf

## D
- Ken Darby (1909–1992), Komponist

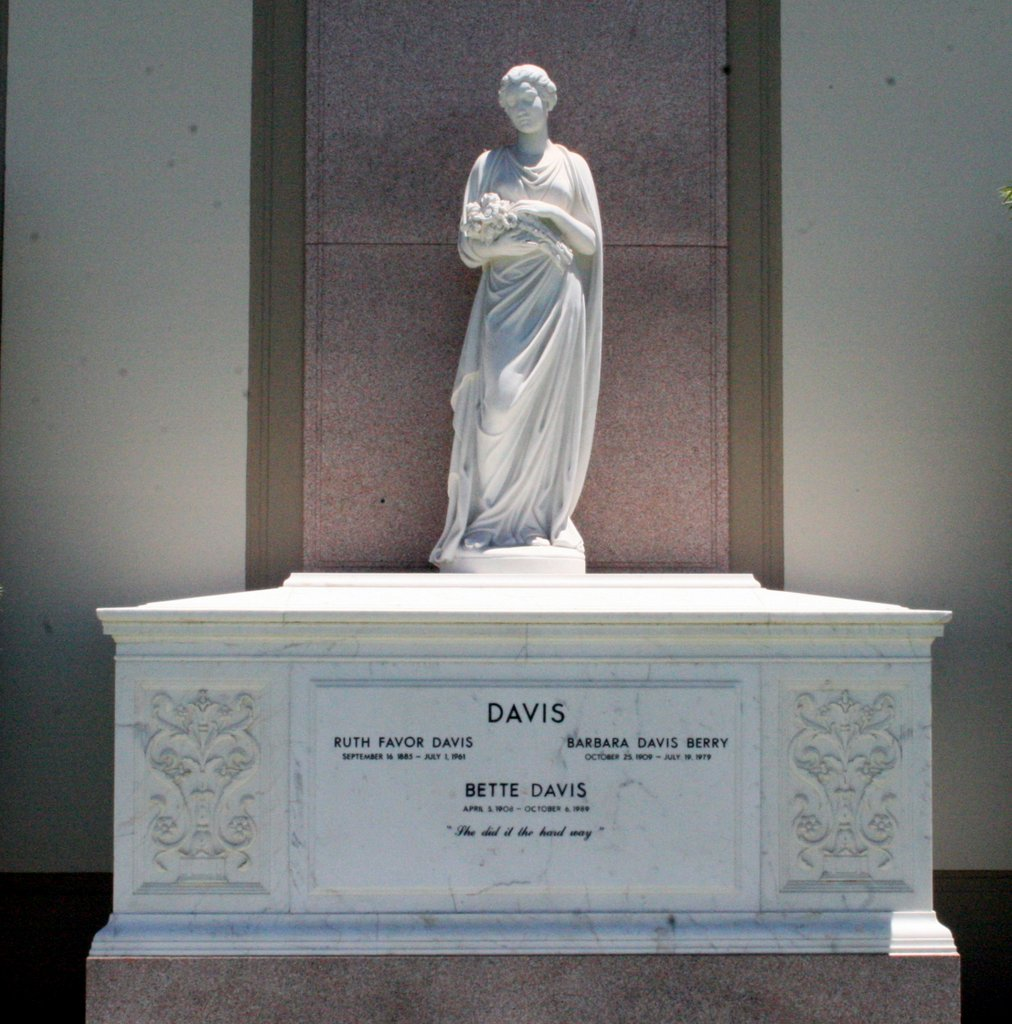
Grab von Bette Davis

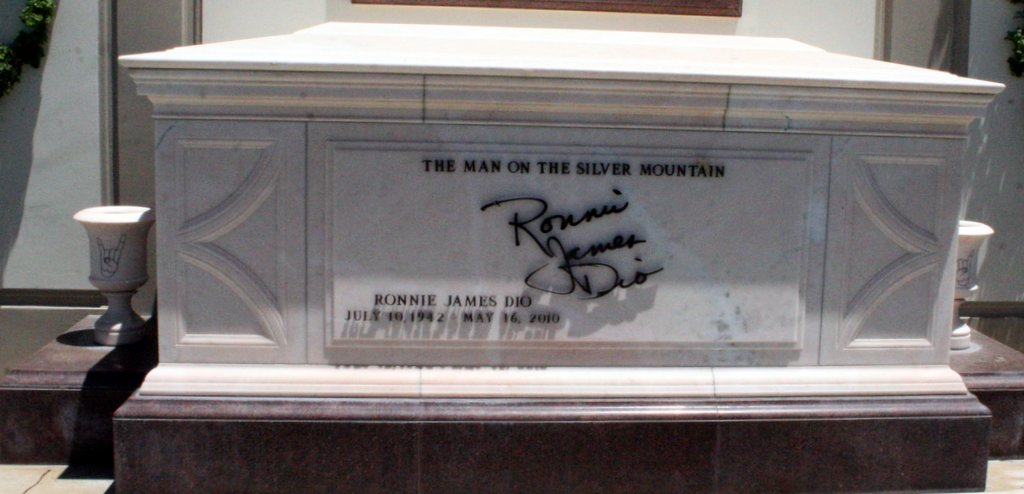
Grab von Ronnie James Dio

- Beryl Davis (1924–2011), Sängerin und Schauspielerin
- Bette Davis (1908–1989), Schauspielerin
- Brad Davis (1949–1991), Schauspieler
- Laraine Day (1920–2007), Schauspielerin
- Rod Dedeaux (1914–2006), Baseballmanager
- Sandra Dee (1942–2005), Schauspielerin
- Reginald Denny (1891–1967), Schauspieler
- Edward Dmytryk (1908–1999), Regisseur
- Frank De Kova (1910–1981), Schauspieler
- Gene de Paul (1919–1988), Komponist
- André De Toth (1913–2002), Regisseur
- Tamara De Treaux (1959–1990), Schauspielerin
- Frank De Vol (1911–1999), Bandleader, Arrangeur und Komponist
- Ronnie James Dio (1942–2010), Sänger und Komponist
- Roy O. Disney (1893–1971), Mitbegründer der Walt Disney Company
- Theodore Dreiser (1871–1945), Schriftsteller
- George Duke (1946–2013), Musiker
- Michael Clarke Duncan (1957–2012), Schauspieler
- Leo Durocher (1905–1991), Baseballspieler
- Dan Duryea (1907–1968), Schauspieler

## E
- Arthur Edeson (1891–1970), Kameramann
- Don Ellis (1934–1978), Musiker
- Josh Ryan Evans (1982–2002), Schauspieler
- Michael Evans (1920–2007), Schauspieler

## F
- Richard Farnsworth (1920–2000), Schauspieler
- Marty Feldman (1934–1982), Schauspieler und Comedian
- William Ferrari (1901–1962), Artdirector und Szenenbildner
- Carrie Fisher (1956–2016), Schauspielerin und Autorin
- Robert Florey (1900–1979), Regisseur
- Robert Francis (1930–1955), Schauspieler
- Melvin Franklin (1942–1995), Sänger und Mitglied von den Temptations
- Bobby Fuller (1942–1966), Sänger
- Annette Funicello (1942–2013), Sängerin und Schauspielerin

## G
- Reginald Gardiner (1903–1980), Schauspieler
- Marvin Gaye (1939–1984), Sänger (Asche später im Pazifischen Ozean verstreut)
- Andy Gibb (1958–1988), Sänger
- Peggy Gilbert (1905–2007), Musikerin
- Roger Gimbel (1925–2011), Produzent
- Joel Goldsmith (1957–2012), Komponist
- Earl Grant (1933–1970), Sänger

## H
- Jon Hall (1915–1979), Schauspieler
- Porter Hall (1888–1953), Schauspieler
- Stuart Hamblen (1908–1989), Sänger und Songwriter
- Ann Harding (1902–1981), Schauspielerin
- Bob Hastings (1925–2014), Schauspieler
- Marvin Hatley (1905–1986), Komponist
- George Hayes (1885–1969), Schauspieler
- Neal Hefti (1922–2008), Komponist
- Horace Heidt (1901–1986), Bandleader
- Wanda Hendrix (1928–1981), Schauspielerin
- Red Holloway (1927–2012), Musiker
- Sol Hoopii (1902–1953), Sänger und Musiker
- Yvonne Howell (1905–2010), Schauspielerin
- Nipsey Hussle (1985–2019), Rapper

## I
- Rex Ingram (1892–1950), Schauspieler
- Frank Inn (1916–2002), Tiertrainer
- Jill Ireland (1936–1990), Schauspielerin
- Richard Irvine (1910–1976), Szenenbildner
- Ub Iwerks (1901–1971), Trickfilmzeichner

## J
- Tito Jackson (1953–2024), Sänger
- Al Jarreau (1940–2017), Sänger
- Charles Jarrott (1927–2011), Regisseur
- Sybil Jason (1927–2011), Schauspielerin
- Tony Jay (1933–2006), Schauspieler und Synchronsprecher
- Kelly Johnson (1910–1990), Flugzeugkonstrukteur
- Allyn Joslyn (1901–1981), Schauspieler

## K
- Bob Kane (1915–1998), Cartoonist, Erfinder von Batman
- Buster Keaton (1895–1966), Schauspieler und Comedian
- Day Keene (1904–1969), Schriftsteller und Drehbuchautor
- Jack Kehoe (1934–2020), Schauspieler
- Lemmy Kilmister (1945–2015), Musiker, Sänger und Songwriter, Gründer von Motörhead
- Lincoln Kilpatrick (1931–2004), Schauspieler
- Rodney King (1965–2012), Opfer von Polizeigewalt (1991)
- Ernie Kovacs (1919–1962), Schauspieler und Comedian
- Adolf Keller (1872–1963), Theologe
- Otto Kruger (1885–1974), Schauspieler

## L

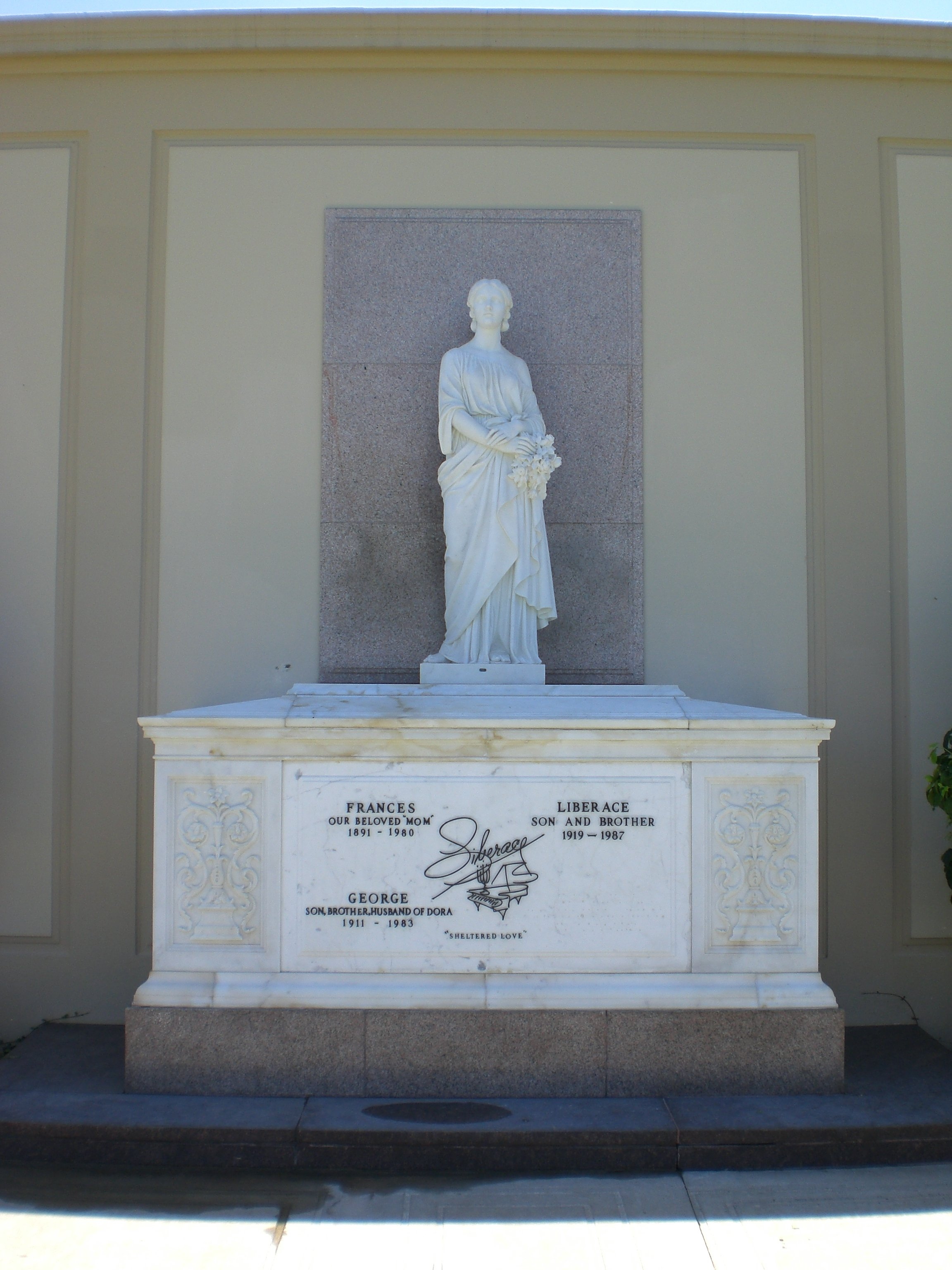
Grab von Liberace

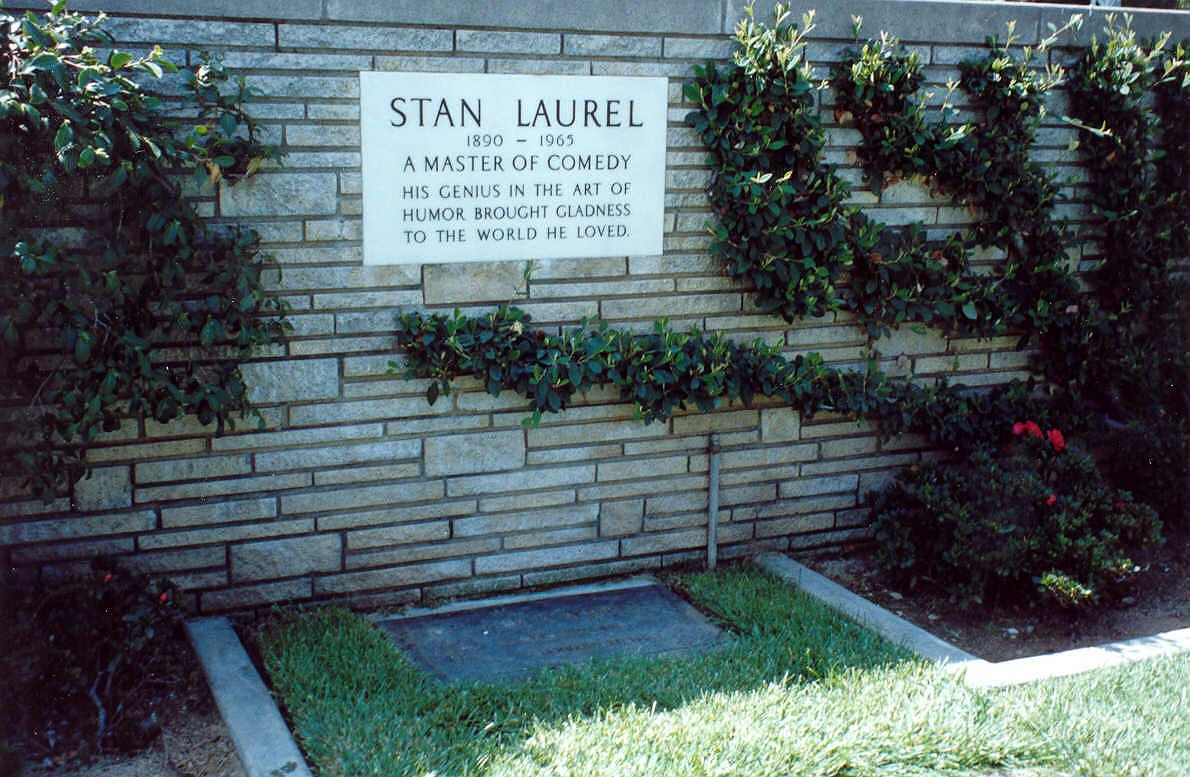
Grab Stan Laurel

- Jack LaLanne (1914–2011), Begründer der US-Fitness-Bewegung
- Dorothy Lamour (1914–1996), Schauspielerin
- Fritz Lang (1890–1976), Regisseur
- June Lang (1917–2005), Schauspielerin
- Walter Lantz (1899–1994), Erfinder von Woody Woodpecker
- Eric Larson (1905–1988), Animator
- Nicolette Larson (1952–1997), Sängerin
- Philip H. Lathrop (1912–1995), Kameramann
- Charles Laughton (1899–1962), Schauspieler
- Stan Laurel (1890–1965), Schauspieler und Comedian
- William Lava (1911–1971), Komponist
- Arthur Lee (1945–2006), Sänger, Songwriter, Musiker
- Lance LeGault (1935–2012), Schauspieler
- Stan Levey (1926–2005), Musikproduzent
- Liberace (1919–1987), Musiker
- Art Linkletter (1912–2010), Hörfunk- und Fernsehmoderator
- Glenard P. Lipscomb (1915–1970), Politiker
- Carey Loftin (1914–1997), Stuntman
- Julie London (1926–2000), Schauspielerin und Sängerin
- Louise Lorraine (1904–1981), Schauspielerin
- Otto Ludwig (1903–1983), Filmeditor
- Art Lund (1915–1990), Sänger und Schauspieler
- Jeffrey Lynn (1909–1995), Schauspieler

## M
- Marjorie Main (1890–1975), Schauspielerin
- Albert Hay Malotte (1895–1964), Komponist
- Shelly Manne (1920–1984), Musiker
- Teena Marie (1956–2010), Sängerin
- Richard Marquand (1937–1987), Regisseur
- Lock Martin (1916–1959), Schauspieler
- Strother Martin (1919–1980), Schauspieler
- Matty Matlock (1907–1978), Musiker
- Pat McCormick (1927–2005), Schauspieler
- Ed McMahon (1923–2009), Showmaster
- Ralph Meeker (1920–1988), Schauspieler
- Martin Melcher (1915–1968), Produzent
- Sam Melville (1936–1989), Schauspieler
- Otto Meyer (1901–1980), Filmeditor
- Donald Mills (1915–1999), Sänger und Mitglied der Mills Brothers
- Harry Mills (1913–1982), Sänger und Mitglied der Mills Brothers
- Victor Milner (1893–1972), Kameramann
- Paul Monette (1945–1995), Autor und Dichter
- Brittany Murphy (1977–2009), Schauspielerin
- Timothy Patrick Murphy (1959–1988), Schauspieler

## N
- Ozzie Nelson (1906–1975), Schauspieler und Bandleader
- Ricky Nelson (1940–1985), Schauspieler und Sänger
- Red Nichols (1905–1965), Musiker
- Jack Nimitz (1930–2009), Jazz-Saxophonist

## O
- Donald O’Connor (1925–2003), Schauspieler und Tänzer
- Ron O’Neal (1937–2004), Schauspieler
- Orry-Kelly (1897–1964), Kostümbildner
- Frank Orth (1880–1962), Schauspieler

## P
- Nestor Paiva (1905–1966), Schauspieler
- Joy Page (1924–2008), Schauspielerin
- Jean Parker (1915–2005), Schauspielerin
- Bill Paxton (1955–2017), Schauspieler
- Bill Peet (1915–2002), Trickfilmzeichner
- Matthew Perry (1969–2023), Schauspieler
- Brock Peters (1927–2005), Schauspieler
- George O. Petrie (1912–1997), Schauspieler
- Esther Phillips (1935–1984), Sängerin
- Charles Pierce (1926–1999), Schauspieler und Travestiekünstler
- Robert H. Planck (1902–1971), Kameramann
- Daphne Pollard (1891–1978), Schauspielerin und Komikerin
- Snub Pollard (1889–1962), Schauspieler
- Jeff Porcaro (1954–1992), Musiker
- Mike Porcaro (1955–2015), Bassist
- Jean Porter (1922–2018), Schauspielerin
- Freddie Prinze (1954–1977), Schauspieler und Comedian

## Q
- Glenn Quinn (1970–2002), Schauspieler

## R

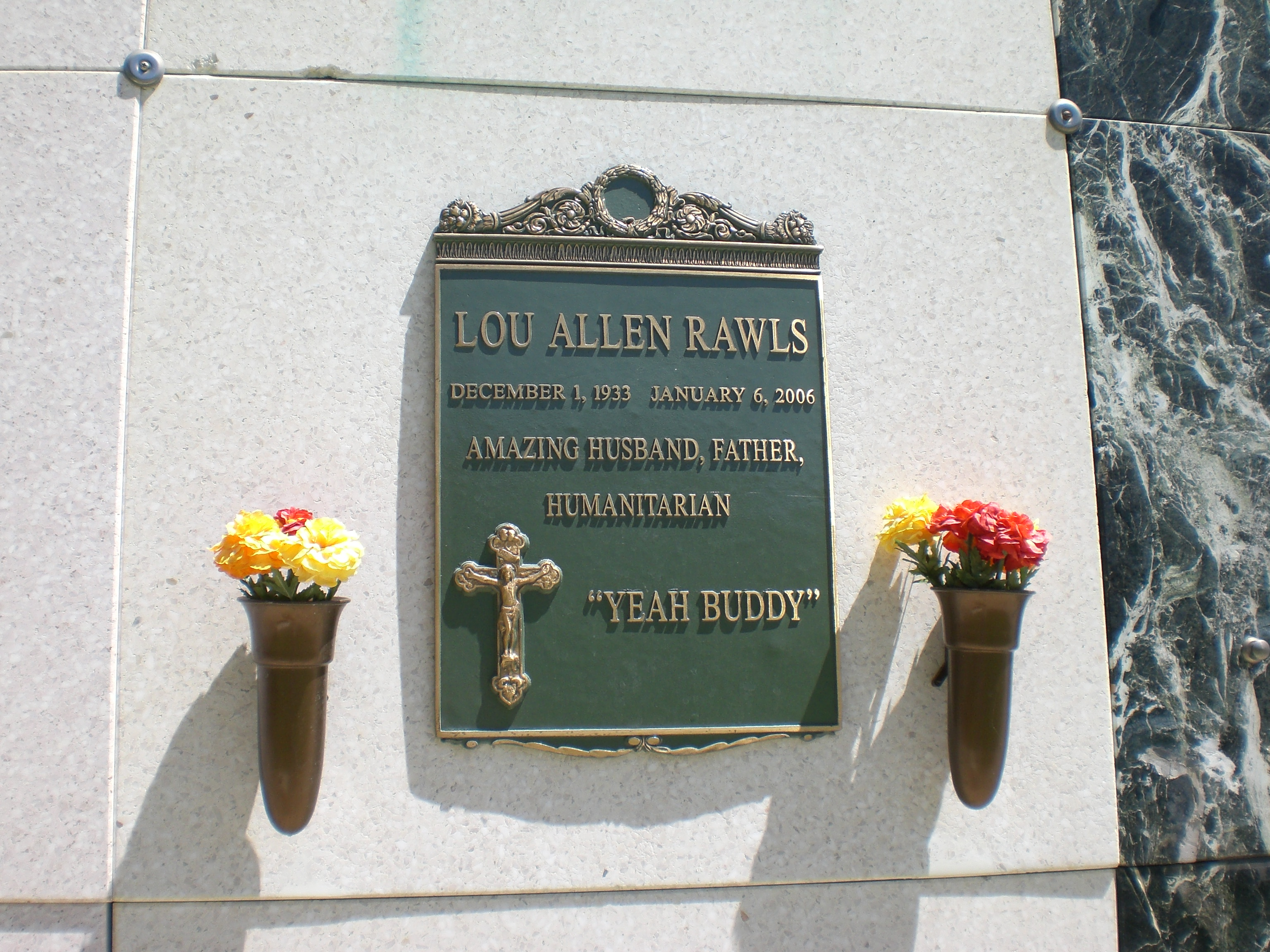
Grab von Lou Rawls

- George Raft (1901–1980), Schauspieler
- Lillian Randolph (1898–1980), Schauspielerin und Sängerin
- Lou Rawls (1933–2006), Sänger
- Bert Remsen (1925–1999), Schauspieler
- Ray Rennahan (1896–1980), Kameramann
- Dorothy Revier (1904–1993), Schauspielerin
- Debbie Reynolds (1932–2016), Schauspielerin
- John Ritter (1948–2003), Schauspieler
- Naya Rivera (1987–2020), Schauspielerin
- Dar Robinson (1947–1986), Stuntman
- Kasey Rogers (1925–2006), Schauspielerin
- Miklós Rózsa (1907–1995), Komponist

## S
- Sabu (1924–1963), Schauspieler
- Boris Sagal (1923–1981), Regisseur
- Isabel Sanford (1917–2004), Schauspielerin
- George Savalas (1924–1985), Schauspieler
- Telly Savalas (1922–1994), Schauspieler
- Johnny Sekka (1934–2006), Schauspieler
- Leon Shamroy (1901–1974), Kameramann
- Reta Shaw (1912–1982), Schauspielerin
- Olan Soulé (1909–1994), Schauspieler und Synchronsprecher
- Jack Starrett (1936–1989), Schauspieler und Regisseur
- Alice Stebbins Wells (1873–1957), erste Polizistin in Los Alamos
- Ruth St. Denis (1879–1968), Tänzerin
- Bob Steele (1907–1988), Schauspieler
- Rod Steiger (1925–2002), Schauspieler
- George Stevens (1904–1975), Regisseur
- McLean Stevenson (1927–1996), Schauspieler
- Raymond St. Jacques (1930–1990), Schauspieler
- Glenn Strange (1899–1973), Schauspieler

## T
- Zola Taylor (1938–2007), Sängerin
- Rod Taylor (1930–2015), Schauspieler
- Jack Teagarden (1905–1964), Musiker
- Martha Tilton (1915–2006), Sängerin
- George Tomasini (1909–1964), Filmeditor
- Leo Tover (1902–1964), Kameramann
- Bobby Troup (1918–1999), Jazz-Pianist, Songwriter und Schauspieler
- Michael Tschechow (1891–1955), Schauspieler, Regisseur und Autor
- Forrest Tucker (1919–1986), Schauspieler

## V
- Lee Van Cleef (1925–1989), Schauspieler
- Dick Van Patten (1928–2015), Schauspieler, Unternehmer und Tierschützer
- Al Viola (1919–2007), Musiker

## W
- Jimmy Wakely (1914–1982), Schauspieler und Sänger
- Paul Walker (1973–2013), Schauspieler und Produzent
- Larry Walters (1949–1993), Ballonfahrer
- Paul Weatherwax (1900–1960), Filmeditor
- Jack Webb (1920–1982), Schauspieler
- Frank Wells (1932–1994), Präsident der Walt Disney Company
- Norman Whitfield (1941–2008), Songwriter und Komponist
- Jess Willard (1881–1968), Boxer
- Guinn Williams (1899–1962), Schauspieler
- Rhys Williams (1897–1969), Schauspieler
- Paul Winfield (1939–2004), Schauspieler
- Bill Withers (1938–2020)[1], Sänger
- David L. Wolper (1928–2010), Produzent
- John Wooden (1910–2010), Basketballspieler
- Ilene Woods (1929–2010), Sängerin

## Y
- Snooky Young (1919–2011), Musiker

## Z
- Paul Zastupnevich (1921–1997), Kostümbildner
- George Zucco (1886–1960), Schauspieler